# Лятіф
Лятіф (азерб. Lətif) — азербайджанська радянська німа кінодрама 1930 року, знята на студії «Азеркіно». Відновлена в 2001 році шляхом включення до фільму музичного супроводу (композитор: Салман Гамберов).

## Сюжет
Фільм оповідає про подвиг семирічного хлопчика в одному з сіл, за часів створення перших колгоспів.

## У ролях
- Лятіф Сафаров — Лятіф
- Алескер Алекперов — голова колгоспу
- Хагігат Рзаєва — мачуха
- Мустафа Марданов — Алескер
- Георгій Безірганішвілі — Гаджі Самед
- Аждар Султанов — син Гаджі Самеда
- Касім Зейналов — Ібрагім
- Маджид Шамхалов — тракторист
- Каміль Губушов — епізод
- Іззат Оруджзаде — епізод
- Рустам Казимов — епізод

## Знімальна група
- Автор сценарію і режисер-постановник: Микаїл Микаїлов
- Оператор-постановник: Іван Тартаковський
- Художник-постановник: Олександр Гончарський